# Benetton Rugby Treviso 2001-2002

## Super 10 2001-02

### Stagione regolare
| Incontro                             | Andata | Ritorno |
| ------------------------------------ | ------ | ------- |
| Viadana — Benetton Treviso           | 26-19  | 22-12   |
| L’Aquila — Benetton Treviso          | 17-23  | 10-42   |
| Benetton Treviso — Bologna           | 45-15  | 30-16   |
| Benetton Treviso — Rugby Roma        | 61-5   | 43-24   |
| Petrarca — Benetton Treviso          | 14-12  | 14-28   |
| Benetton Treviso — GRAN Parma        | 24-19  | 15-19   |
| Rovigo — Benetton Treviso            | 11-19  | 7-38    |
| Benetton Treviso — Amat. & Calvisano | 21-16  | 17-27   |
| Parma — Benetton Treviso             | 16-16  | 16-20   |

#### Risultati della stagione regolare
| Posizione | G  | V  | N | P | PF  | PS  | DP   | B | Pt |
| --------- | -- | -- | - | - | --- | --- | ---- | - | -- |
| 4ª        | 18 | 12 | 1 | 5 | 485 | 294 | +191 | 8 | 58 |

### Fase finale
| Turno | Incontro                   | Andata | Ritorno |
| ----- | -------------------------- | ------ | ------- |
| SF    | Benetton Treviso — Viadana | 29-6   | 14-31   |

## Heineken Cup 2001-02

### Prima fase
| Incontro                          | Andata | Ritorno |
| --------------------------------- | ------ | ------- |
| Benetton Treviso — Ulster         | 28-33  | 3-59    |
| Stade français — Benetton Treviso | 42-9   | 59-6    |
| London Wasps — Benetton Treviso   | 29-24  | 17-32   |

#### Risultati della prima fase
| Posizione | G | V | N | P | PF  | PS  | DP   | Pt |
| --------- | - | - | - | - | --- | --- | ---- | -- |
| 4ª        | 6 | 1 | 0 | 5 | 102 | 239 | -137 | 2  |

## Verdetti
- Benetton Treviso qualificato alla European Challenge Cup 2002-03.